# Heinrich Kochendörffer

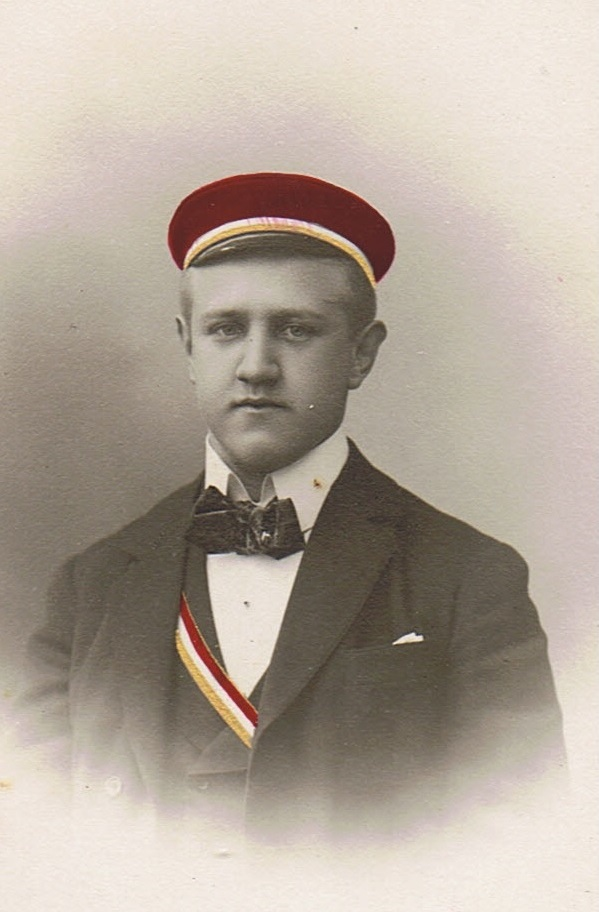
Heinrich Kochendörffer

Heinrich Kochendörffer (* 6. Juni 1880 in Offenbach am Main; † 16. Oktober 1936 in Aurich) war ein deutscher Historiker und Archivar. Zuletzt war er Direktor des Staatsarchivs in Aurich.

## Leben
Kochendörffer studierte ab 1898 Geschichte, Germanistik und klassische Philologie an der  Hessischen Ludwigs-Universität. 1898 wurde er im Corps Starkenburgia aktiv. Als Inaktiver wechselte er an die Ludwig-Maximilians-Universität München und die  Friedrich-Wilhelms-Universität zu Berlin. 1903 wurde er in Berlin mit einer Arbeit über Papst Bonifatius IX. zum Dr. phil. promoviert. Zugleich hörte er dort noch Vorlesungen in Nationalökonomie und Jura. 1903/04 diente er als Einjährig-Freiwilliger im  5. Großherzoglich Hessischen Infanterie-Regiment Nr. 168 in Offenbach. Er trat am 1. August 1905 als Volontär in das Preußische Geheime Staatsarchiv in Berlin und bestand 1906 die archivische Staatsprüfung.
Mit dem 1. August 1906 wurde Kochendörffer an das Staatsarchiv Wiesbaden versetzt, ab 1907 als Archivhilfsarbeiter. Er kam am 1. November 1907 nach Düsseldorf und wurde mit dem 1. August 1908 Archivassistent. Seit 1. Dezember 1910 am Staatsarchiv Schleswig, ordnete er 1911/12 das Archiv in Rendsburg. Zum 1. April 1912 wurde er an das Staatsarchiv Aurich, zum 1. Januar 1913 nach Breslau versetzt. Nach Teilnahme am Ersten Weltkrieg kam er im Februar 1919 wieder nach Schleswig, dann nach Kiel. 1926 war er kurzzeitig am Staatsarchiv Münster tätig. Am 1. Oktober 1931 übernahm er die Leitung des Staatsarchivs in Aurich.
Kochendörffer wurde 1928 zum ordentlichen Mitglied der Historischen Kommission für Westfalen gewählt, aus der er 1933 ausschied. Er war Mitglied des Beirats der Gesellschaft für bildende Kunst und vaterländische Altertümer zu Emden und bis 1936 Schriftleiter des Jahrbuchs, das er nach dem Ersten Weltkrieg zum wichtigsten Publikationsorgan für die ostfriesische Landesgeschichtsschreibung machte. Kochendörffer starb mit 56 Jahren.

## Werke
- Bonifatius IX. 1389–1404: zweites Kapitel: Fortentwicklung der inneren Verhältnisse. Ebering, Berlin 1903.
- Das Archivwesen Schleswig-Holsteins. Mühlau, Kiel 1924.
- Die Klöster im Herzogtum Schleswig. In: Schleswig-Holsteinisches Jahrbuch (1924), S. 48–53.
- Briefwechsel zwischen Stein und Vincke. Zum 75. Westfälischen Provinziallandtag. Aschendorff, Münster i. W. 1930 (Westfälische Briefwechsel; 1).
- Vincke. 2 Bände. Jahn, Soest 1932.
- Das Militärgouvernement zwischen Weser und Rhein. 1932.
- Übersicht über die Kirchenbücher der ev.-ref. Gemeinden in Ostfriesland. In: Jahrbuch der Gesellschaft für bildende Kunst und vaterländische Altertümer zu Emden. Bd. 25 (1937), S. 54–61.